# Курманайбаш
Курманайба́ш (рос. Курманайбаш, башк. Ҡорманайбаш) — село у складі Міякинського району Башкортостану, Росія. Входить до складу Міякинської сільської ради.
Населення — 194 особи (2010; 209 в 2002).
Національний склад:
- татари — 74%